# Kamar de los Reyes
Luis Ruben (Kamar) de los Reyes (San Juan (Puerto Rico), 8 november 1967 – Los Angeles, 24 december 2023) was een Puerto Ricaans-Amerikaans acteur.

## Biografie
De los Reyes is een zoon van Puerto Ricaanse moeder en Cubaanse vader. Hij werd geboren in San Juan maar groeide op in Las Vegas (Nevada). De acteur was vanaf 2007 getrouwd met actrice Sherri Saum. 
De los Reyes overleed op 56-jarige leeftijd aan kanker.

## Filmografie

### Films
Uitgezonderd korte films.
- 2017 Amelia 2.0 - als Vaughn
- 2015 Abducted - als Javier
- 2015 LA Apocalypse - als Carlos Dorado
- 2013 Hot Guys with Guns - als producent
- 2010 Salt – als geheim agent
- 2005 Cayo – als jonge Ivan
- 2005 Love & Suicide – als Tomas
- 2003 Undefeated – als Jose Beveagua
- 2001 The Way She Moves – als Nicholas
- 2000 The Cell – als officier Alexander
- 2000 Mambo Café – als Manny
- 1998 Blood on Her Hands – als Gavin Kendrick
- 1997 Buscando un sueño – als Marcos
- 1995 Nixon – als Eugenio Martinez
- 1994 The Corpse Had a Familiar Face – als Puerto Ricaan
- 1994 Da Vinci's War – als Latijnse danser
- 1993 Father Hood – als drugsdealer
- 1993 Street Knight – als Smokey
- 1992 The Silencer – als kickbokser
- 1990 Coldfire – als Nick
- 1989 East L.A. Warriors – als Paulo
- 1989 Ghetto Blaster – als Chato
- 1988 Salsa – als danser

### Televisieseries
Uitgezonderd eenmalige gastrollen.
- 2025 Daredevil: Born Again - als Hector Ayala / White Tiger - 2 afl.
- 2022 All American - als coach Montes - 4 afl.
- 2021 The Rookie - als Ryan Caradine - 5 afl.
- 2019 The Passage - als Julio Martinez - 3 afl.
- 2017 Sleepy Hollow - als Jobe - 13 afl.
- 2013 Blue Bloods - als Santana - 2 afl.
- 2011 Reed Between the Lines – als Anthony Guillory – 3 afl.
- 2009 Law & Order: Criminal Intent – als Teru – 2 afl.
- 1995 – 2009 One Life to Live – als Antonio Vega – 286 afl.
- 1999 Total Recall 2070 – als Jack Brant – 2 afl.
- 1998 – 1999 Promised Land – als Leon Flores – 4 afl.
- 1998 Four Corners – als Tomas Alvarez - 5 afl.
- 1996 New York Undercover – als Luis – 2 afl.
- 1995 ER – als Hernandez – 3 afl.
- 1994 Valley of the Dolls – als Ray Ariaz – 65 afl.

### Computerspellen
- 2021 Call of Duty: Vanguard - als Raul Menendez
- 2018 Call of Duty: Black Ops 4 - als Raul Menendez
- 2012 Call of Duty: Black Ops II – als Raul Menendez

- Gemeinsame Normdatei: 1314770950
- International Standard Name Identifier: 0000 0003 7068 7314
- MusicBrainz: e94a9e5f-724c-4131-89cb-dbd90f4aa8bb
- Virtual International Authority File: 250023788